# Lijst van nummer 1-hits in Zweden in 2008
Deze hits stonden in 2008 op nummer 1 in  de Sverigetopplistan Single Top 60, de bekendste hitlijst in Zweden.
| Datum        | Artiest            | Titel                          |
| ------------ | ------------------ | ------------------------------ |
| 3 januari    | E.M.D.             | All for love                   |
| 10 januari   | E.M.D.             | All for love                   |
| 17 januari   | E.M.D.             | All for love                   |
| 24 januari   | E.M.D.             | All for love                   |
| 31 januari   | E.M.D.             | All for love                   |
| 7 februari   | Amanda Jenssen     | Do you love me                 |
| 14 februari  | Amanda Janssen     | Do you love me                 |
| 21 februari  | Amanda Janssen     | Do you love me                 |
| 28 februari  | Amanda Janssen     | Do you love me                 |
| 6 maart      | Amanda Janssen     | Do you love me                 |
| 13 maart     | Charlotte Perrelli | Hero                           |
| 20 maart     | Charlotte Perrelli | Hero                           |
| 27 maart     | Charlotte Perrelli | Hero                           |
| 3 april      | Charlotte Perrelli | Hero                           |
| 10 april     | Charlotte Perrelli | Hero                           |
| 17 april     | E.M.D.             | Jennie let me love you         |
| 24 april     | E.M.D.             | Jennie let me love you         |
| 1 mei        | E.M.D.             | Jennie let me love you         |
| 8 mei        | E.M.D.             | Jennie let me love you         |
| 15 mei       | E.M.D.             | Jennie let me love you         |
| 22 mei       | E.M.D.             | Jennie let me love you         |
| 29 mei       | Frans & Elias      | Fotbollsfest                   |
| 5 juni       | Sabaton            | Cliffs of gallipolli           |
| 12 juni      | Markoolio          | Sverige, det bästa på vår jord |
| 19 juni      | Jason Mraz         | I'm yours                      |
| 26 juni      | Rednex             | Football is our religion       |
| 3 juli       | Jason Mraz         | I'm yours                      |
| 10 juli      | Jason Mraz         | I'm yours                      |
| 17 juli      | Jason Mraz         | I'm yours                      |
| 24 juli      | Takida             | Curly sue                      |
| 31 juli      | Emilia de Poret    | Pick me up                     |
| 7 augustus   | Katy Perry         | I kissed a girl                |
| 14 augustus  | The Poodles        | Raise the banner               |
| 21 augustus  | The Poodles        | Raise the banner               |
| 28 augustus  | Marie Frederiksson | Där du andas                   |
| 4 september  | Katy Perry         | I kissed a girl                |
| 11 september | Katy Perry         | I kissed a girl                |
| 18 september | Katy Perry         | I kissed a girl                |
| 25 september | Lena & Orup        | Nu när du gatt                 |
| 2 oktober    | E.M.D.             | Alone                          |
| 9 oktober    | Lena & Orup        | Nu när du gatt                 |
| 16 oktober   | Britney Spears     | Womanizer                      |
| 23 oktober   | Martin Stenmarck   | A million candles burning      |
| 30 oktober   | Per Gessle         | Silly really                   |
| 6 november   | Beyoncé            | If I were a boy                |
| 13 november  | Beyoncé            | If I were a boy                |
| 20 november  | Beyoncé            | If I were a boy                |
| 27 november  | Beyoncé            | If I were a boy                |
| 4 december   | Danny              | Radio                          |
| 11 december  | Danny              | Radio                          |
| 18 december  | Kevin Borg         | With every bit of me           |
| 25 december  | Kevin Borg         | With every bit of me           |